# Benno Möhlmann
Benno Hans Möhlmann (* 1. August 1954 in Lohne) ist ein deutscher Fußballtrainer und ehemaliger Fußballspieler. Er spielte neun Jahre lang für Werder Bremen im Mittelfeld und erzielte in 267 Spielen 46 Tore. Nach zwei Jahren beim Hamburger SV beendete er 1989 seine Spielerkarriere.
Möhlmann ist Ehrenpräsident der Vereinigung der Vertragsfußballspieler (VDV), deren Gründungsmitglied und -präsident er 1987 war.

## Karriere als Spieler
In der Jugend spielte Benno Möhlmann, der neun Geschwister hat, bei Blau-Weiß Lohne, bei dem Verein war sein Vater Hubert stellvertretender Vorsitzender. Ab 1972 spielte Möhlmann bei Preußen Münster. Seine Profikarriere begann er 1974 in der Mannschaft der Preußen in der 2. Bundesliga Nord. Von dort wechselte er 1978 in die Bundesliga zu Werder Bremen und war jahrelang fast durchgehend Stammspieler. Mit Werder Bremen gewann er keinen Titel.
Zu Beginn der Saison 1987/88 wurde Möhlmann in den ersten zehn Spielen nicht mehr von Trainer Rehhagel aufgeboten, lediglich am 11. Spieltag wurde er beim 1:1 im Spiel gegen den FC Homburg eingewechselt. Daraufhin entschloss er sich, noch während der Saison am 1. Oktober 1987 Werder nach neun Jahren zu verlassen und zum Hamburger SV zu wechseln. Hier spielte er unter den Trainern Josip Skoblar und ab November 1987 Willi Reimann wieder als Stammspieler.
In Hamburg beendete er während der Saison 1988/89 seine aktive Fußballerkarriere. Insgesamt absolvierte Möhlmann 255 Bundesligaspiele, in denen er 35 Tore erzielte.

## Karriere als Trainer

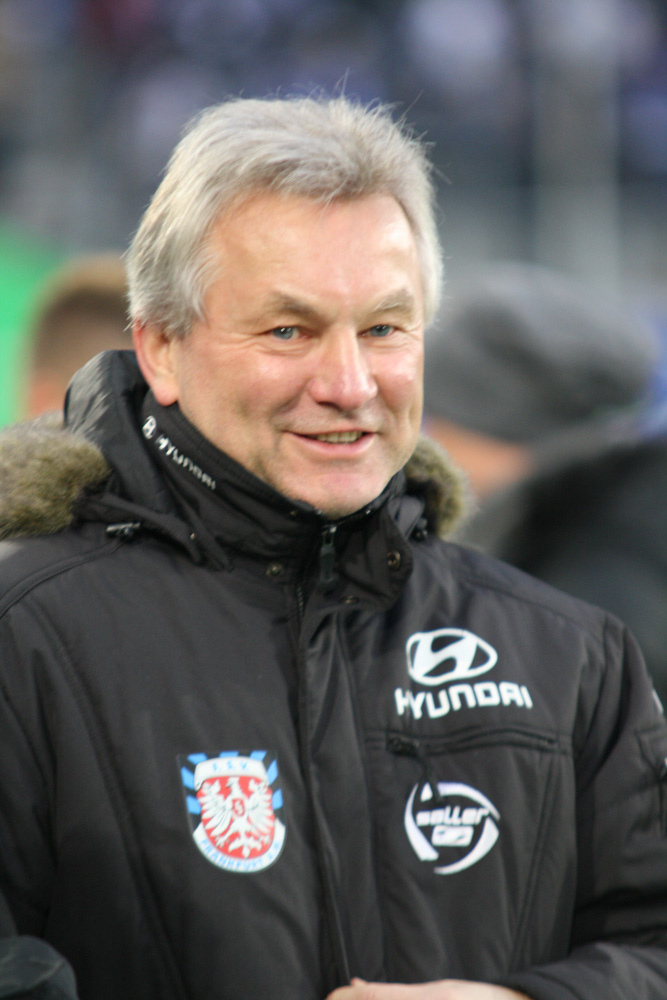
Möhlmann als Trainer des FSV Frankfurt (2012)

Seine Trainerlaufbahn begann Möhlmann 1988 beim Hamburger SV zunächst als Nachwuchs- und Co-Trainer. Am 23. September 1992 wurde er als Nachfolger von Egon Coordes Cheftrainer der Bundesligamannschaft.
Nach drei durchwachsenen Jahren (Tabellenplätze im unteren Mittelfeld) wurde er im Oktober 1995 beim HSV beurlaubt und durch Felix Magath ersetzt. Möhlmanns Entlassung war eine der ersten Entscheidungen des damals neuen HSV-Präsidenten Uwe Seeler am ersten Tag von dessen Amtszeit. Wenig später wechselte Möhlmann in die Regionalliga zu Eintracht Braunschweig und war dort bis 1997 als Trainer tätig. Anschließend trainierte er von 1997 bis 2000 den Zweitligisten SpVgg Greuther Fürth, bevor er von 2000 bis 2004 Arminia Bielefeld coachte. Er übernahm die Arminia in der 2. Bundesliga und stieg zur Saison 2002/03 in die 1. Bundesliga auf, stieg dann aber wieder ab.
Im Februar 2004 wechselte er zum zweiten Mal zur SpVgg Greuther Fürth.
In der Saison 2007/08 trainierte Möhlmann erneut Eintracht Braunschweig in der Regionalliga. Nach einer Niederlage bei Rot-Weiß Oberhausen und der damit eingetretenen akuten Abstiegsgefahr trat er am 12. Mai 2008 als Trainer zurück. Bis zum Vertragsende am 30. Juni 2008 blieb Möhlmann freigestellt.
Zu Beginn der Saison 2008/09 übernahm er zum dritten Mal den Trainerposten bei der SpVgg Greuther Fürth als Nachfolger von Bruno Labbadia, der ihn ein Jahr zuvor selbst beerbt hatte. Nach einem fünften Rang in der Saison 2008/09 folgte ein Absturz der Fürther zur Winterpause auf Rang 15, sodass sich der Verein und Möhlmann am 20. Dezember 2009 auf eine Auflösung des Vertrags verständigten.
Am 7. November 2010 wurde Möhlmann als Trainer des FC Ingolstadt 04 vorgestellt. Beim FCI erhielt er einen Vertrag bis zum Saisonende, der sich durch den Klassenerhalt automatisch um ein weiteres Jahr verlängerte. Am 9. November 2011 beurlaubte der Verein Möhlmann und seinen Co-Trainer Sven Kmetsch aufgrund der negativen sportlichen Entwicklung der Vorwochen.
Am 21. Dezember 2011 verpflichtete der FSV Frankfurt Möhlmann als neuen Chef-Trainer. Am 3. Februar 2013 bestritt er bei der Begegnung des FSV Frankfurt gegen den FC Ingolstadt 04 seine insgesamt 1000. Begegnung als Spieler oder Trainer der 1. oder 2. Bundesliga. Gleichzeitig war es sein 420. Spiel als Trainer eines Zweitligisten, womit er diese Statistik vor Uwe Klimaschefski (404 Spiele) anführt. Das Spiel endete mit einer 0:2-Niederlage des FSV. Am 18. Mai 2015 wurde Möhlmann nach einer 1:3-Niederlage der Frankfurter gegen den 1. FC Union Berlin einen Spieltag vor Ende der Saison 2014/15 entlassen. Seine Nachfolge trat Tomas Oral an.
Nach der Beurlaubung von Torsten Fröhling am 6. Oktober 2015 wurde Möhlmann neuer Cheftrainer des Zweitligisten TSV 1860 München. Am 19. April 2016 wurde er freigestellt.
Vom 16. Oktober 2016 bis zu seiner Freistellung am 10. Dezember 2017 war er Cheftrainer vom SC Preußen Münster.
Im Dezember 2018 kehrte er zur SpVgg Greuther Fürth zurück. Sein Aufgabenbereich umfasste die Unterstützung des Nachwuchs-Leistungszentrums und der Scouting-Abteilung. Seine Tätigkeit endete am 31. März 2020.
Seit 2022 ist er Präsident des Bund Deutscher Fußball-Lehrer BDFL.

## Erfolge

### Als Trainer
- 2000: DFB-Hallenmasters-Sieger mit der SpVgg Greuther Fürth
- 2002: Bundesliga-Aufstieg mit Arminia Bielefeld

## Privates
Nach dem Erlangen der Hochschulreife begann Möhlmann in Münster ein Studium im Fach Betriebswirtschaftslehre, das er nach sechs Semestern abbrach. Auch ein späteres Fernstudium gab er vorzeitig auf.